# 1391 هـ
1391 هـ هي سنة في التقويم الهجري امتدت مقابلةً في التقويم الميلادي بين سنتي 1971 و1972.

## أحداث
- تأسيس البنك السعودي للتسليف والأدخار
- 24 ذو الحجة - قيام اتحاد دولة الإمارات العربية المتحدة

## مواليد
- طارق الجلاهمة
- طارق العوضي
- خليل إبراهيم الشبرمي التميمي
- يوسف الشبيلي
- أنور محمود زناتي
- إسماعيل محمد رفعت
- تامر أمين
- تركي بن عبد الله بن عبد العزيز آل سعود
- حسين السقاف
- خليل الشبرمي
- صالح بن عبد الله العصيمي
- عمر حديد
- محمد الهبدان
- محمد جمعة بادي
- مهلهل المضف
- خالد الزعاق
- عبد الله الشاهين
- فهد كميل

## وفيات
- أبو الخير القواس
- أحمد يار خان النعيمي
- إدريس بن الماحي القيطوني
- البدوي الملثم
- بديع الزمان فروزانفر
- بيار ضودج
- حسن العشماوي
- حميد بن نعمان العريدي الخواري
- رشيد بيضون
- سالم لطفي القاضي
- سامي الدهان
- سلمان الأنباري
- عباس العزاوي
- عبد الرزاق السنهوري
- علوي بن عباس المالكي
- محمد شفيق العاني
- هاملتون جب
- محمد نصيف
- فؤاد غصن